# Animani 96
Animani 96 var en filmfestival, der fandt sted 11-20. oktober 1996 i Filmhuset i København.
Det var ikke blot den første danske animationsfilmfestival, med også den første animationsfestival i verden, der medtog alle animationstyper, såsom tegnefilm, flyttefilm, stop-motion, pixillation, clayanimation, morphing og CGI.
Desuden var Animani 96 det første offentlige arrangement i Filmhuset på Gothersgade.
Festivalen åbnede på Kulturnatten den 11. oktober, hvor der var Danmarkspremiere på Malene Vilstrups Et hundeliv (1996), Chris Baileys Runaway Brain (1995) med Mickey Mouse og Nick Parks På et hængende hår (originaltitel A Close Shave, 1995) med Walter og Trofast.
Animani 96 viste over tredive spillefilm og en lang række kortfilm med forskellige animationstyper.
Æresgæster på festivalen var den tyske, Oscar-belønnede special effects-instruktør Volker Engel, den amerikanske, Oscar-belønnede stop-motion animator Ray Harryhausen, den engelske tegner Steve Kyte, den engelske anime-ekspert og forfatter Helen McCarthy, den tyske cgi-animator Benedikt Niemann, den danskfødte, Oscar-belønnede tegnefilminstruktør Børge Ring og den amerikanske tegnefilminstruktør Jeffrey James Varab.
Der var foredrag om animation og tegnefilm ved henholdsvis Mihail Badica, Peter Hausner, Karsten Kiilerich, Hans Kristian Pedersen og Anders Sørensen.
På et antal arbejdende værksteder kunne gæsterne se professsionelle animatorer arbejde med forskellige former for animation, bl.a. bidrog Kris Kolodziejski (Lara Croft: Tomb Raider) med en demonstration af computeranimation. 
Filmhusets Bog- og Videohandel havde til lejligheden hjemtaget et stort udvalg af animationsrelaterede bøger, videofilm, t-shirts etc.
Desuden havde festivalen en udstilling af originale skitser, tegninger, baggrunde, storyboards, celluloider og stills fra diverse animationsfilm. Anne Marie Ploug udstillede en malerier inspireret af japansk manga og anime. Laila Hodell udstillede figurer og kulisser fra stop-motion-spillefilmen Balladen om Holger Danske. Søren Tomas Film udstillede figurer og kulisser fra clayanimation-kortfilmen Wolfy. 
"Om natten, når ingen kigger, bliver det hele levende", påstod festivalprogrammet!
Festivalkoordinatoren var Nicolas Barbano, i samarbejde med Dan Nissen og Jakob Stegelmann. Desuden bidrog Tine Fischer og Anja Hitz som projektmedarbejdere, Carsten Sparwath som udstillingsleder og Katrine Høyberg som produktionsassistent. Festivaldirektøren var Filmhusets daværende publikumschef, Dino Raymond Hansen.
Planer om at gentage festivalen blev skrinlagt, da Filmhuset kort efter fik ny ledelse. Det er i dag ikke muligt at finde information om festivalen på DFI's hjemmeside.